# Aeroporto Internacional de Chengdu Tianfu
Aeroporto Internacional de Chengdu Tianfu ( chinês simplificado: 成都天府国际机场) é um aeroporto que serve Chengdu, capital da província chinesa de Sichuan e é um importante centro aéreo. O local do aeroporto foi escolhido na cidade de Lujia, Jianyang, Chengdu, 51 km (32 mi) a sudeste do centro de Chengdu. Seu nome vem da nova área de Tianfu, uma zona de desenvolvimento de Chengdu, na qual o aeroporto está localizado. A sua construção começou em maio de 2016 e foi inaugurado a 27 de junho de 2021.  Ele operará como segundo aeroporto internacional, com o atual Aeroporto Internacional de Chengdu Shuangliu continuando a operar na mesma área.